# Peter Sherwood
Peter Andrew Sherwood (Budapest, 1948. szeptember 30. –) magyar származású, hivatásos nyelvész, író, fordító, szótáríró, hungarológus, finnugrisztikai szakértő, kritikus, lexikográfus, a nagy-britanniai magyar nyelv- és irodalomoktatás kiemelkedő alakja.

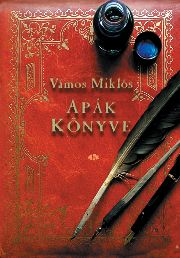
Vámos Miklós: Apák könyve illusztrálta: Szurcsik József

## Élete
Peter Sherwood szüleivel 1957 februárjában általános iskolásként került Angliába. Tanulmányait 1960–1966 között a Manchester Grammar Schoolban végezte. 1970 és 1976 között a University of London hallgatója bachelorképzésen; diplomáját magyar és általános nyelvész szakon szerezte meg.
24 éves korában tanársegédként került be a University College London Szlavisztikai és Kelet-európai Tanszékére, ahol 35 évet töltött, igen tiszteletreméltó pályát futva be; 1995-ben egy hónapot töltött Rómában, 1999-ben Angliában a Cambridge Egyetemen dolgozott mint vendégprofesszor. Magyarországon, Budapesten kívül Szegeden és Debrecenben tevékenykedik.
2007-ben a University of North Carolina Chapel Hill-i campusára kerül Laszlo Birinyi Distinguished Professor of Hungarian Language and Culture kinevezéssel. Nős, felesége Júlia Kalinová; egy lányuk van.

## Munkássága
Peter Sherwood jelentősen hozzájárult a magyar–angol irodalom és nyelvoktatás korszerűsítéséhez Angliában. A University College London Kelet-európai Tanszékén több konferenciát rendezett, valamint társszerkesztőként sajtó alá rendezte egy Kossuth Lajos-szimpózium anyagát. A magyar széppróza kiemelkedő alakjainak könyveit fordította angolra, így Hamvas Béla, Móricz Zsigmond, Örkény István, Herczeg Ferenc műveit. Az ő munkájaként született meg Vámos Miklós Apák könyvének fordítása. Nemcsak prózai műveket, hanem verseket is fordít. Balassi Bálint, Somlyó György, József Attila, Pilinszky János mellett olyan kortárs költők műveit is átültette, mint Tóth Krisztina és Takács Zsuzsa.
Szótáríró és nyelvészi munkásságát dicséri két angol–magyar szótár és egy nyelvkönyv.
Főbb kutatási területei:
1. Magyar nyelv, nyelvtan, különös tekintettel a magyar mint idegen nyelv oktatására, illetve a kétnyelvű, (angol és magyar) szótárírás elméleti és gyakorlati problémáira.
2. A fordítás mint a kultúra közvetítésének eszköze.
3. Az obi-ugor nyelvek, kultúrák.

## Könyvei
- The BUDALEX Guide to Hungarian, (Distributed at the Third International Congress of the European Association for Lexicography, EURALEX, Budapest, 1988. szeptember 4-9.), Akadémiai Kiadó, Budapest (1988)
- A Concise Introduction to Hungarian London, School of Slavonic and East European Studies, University of London (1996), ISBN 0903425572

## Műfordításai

### Prózai művek
- Hamvas Béla: Fák,[4] 2006. március 14. Editio M. Kiadó, Filozófia 20. század[5]
- Vámos Miklós: Apák könyve,[6] Abacus kiadó, 2006
- Vámos Miklós, Apák könyve, Other Press Kiadó, USA, megjelenés, 2009. október 13.[7]
- Szécsi Noémi: A finnugor vámpír, The Finno-Ugrian Vampire, Stork Press Ltd., megjelenés, 2012. október 14., ISBN 978-0957132665[8]

### Vers
- Hat vers Pilinszky Jánostól, János Pilinszky Wüstenei der Liebe/The Desert of Love. Budapest: Kossuth Könyvkiadó. 1992. 67-84, 115.

## Szótárak
- Oxford angol–magyar szótár nyelvtanulóknak, English–Hungarian Wordpower Dictionary. Kiadó szerkesztő: Janet Phillips, vezető szerkesztő: Peter Sherwood, Oxford, Oxford University Press. 2002. 768 pp., ISBN 0194315312 (újabb kiadások: 2003, 2004, 2006)

## Publikációi
- Kis magyar csengéstan (The metalanguage of Hungarian ethnicity). Budapesti Könyvszemle (Nyár 1993/2). 240–242.
- Magyar stúdiumok Londonban (Hungarian studies in London). Hungarológia 1 (Budapest) 1993. 111–121. ISSN 1217-4343
- Megjegyzések a tavdai vogul végnapjairól (On the last days of Tavda Vogul). In: Heikki Leskinen, Sándor Maticsák and Tõnu Seilenthal (eds) Congressus Octavus Internationalis Fenno-Ugristarum, Jyväskylä 1995. Pars IV. Sessiones Sectionum. Syntaxis et semantica & Contactus linguistici et status hodiernus linguarum & Cetera linguistica. Jyväskylä:Gummerus. 1996. 244–248. (E kötet:) ISBN 9529073712, (sorozat:) ISBN 952906683X
- Nyelvtudományi Közlemények 94 (1994–5), 1997. 119–131. ISSN 0029-6791
- Alkalmazott nyelvészet a tanulói szótár felépítésében (Igekötős igék a londoni magyar tanulói szótárban), [Applied linguistics in the learner’s dictionary (Verbs and co-verbs in the Learner’s Dictionary of Hungarian, London)] in: Hungarológia Vol. 9 (Budapest) 1997 [1998]. 154–160. ISSN 1217-4343
- A magyar mint idegen nyelv – Hungarológia, Szerkesztő: Giay Béla–Nádor Orsolya, Tankönyv és szöveggyűjtemény. Budapest, Janus/Osiris. 1998. 321–325.
- Egy hónap magyar irodalom Londonban, ÉS, XLV. évfolyam, 28. sz., 2001. július 13.

## Előadások
- Az Akadémiai nagyszótár angolosításának ötletéről (2004. március 23.)
- Egy Márai-regény fordításának nyelvészeti problémái (2006. november 22.)

## Konferenciák
- 70 év a Londoni Egyetem magyar tanszékén. 70 Years of Hungarian Studies at the University of London – szervező, UCL-SSEES, London, 2007
- A Szegedi Egyetem magyar tanszékének 35 éve. 35 Years of Hungarian Studies at Szeged University – „Ellenállás, lázadás és forradalom Közép-Európában”, Resistance, Rebellion and Revolution in Central Europe, Szeged, 2006

## Szervezeti tagságai
- Suomalais-Ugrilainen Seura, Helsinki, 1970-től napjainkig
- Philological Society, London, 1971-től napjainkig
- International Association of Hungarian Studies, Budapest, 1975-től napjainkig
- British Hungarian Fellowship, (London) Executive Committee member 1996-2007 között
- American Hungarian Educators’ Association, 2008-tól napjainkig
- Linguistic Society of America, 2008-tól napjainkig
- Nemzetközi Magyarságtudományi Társaság (2002 előtt Nemzetközi Magyar Filológiai Társaság) rendes tagja

## Díjak
- Füst Milán-díj (1999)
- Pro Cultura Hungarica díj (2001)
- G.F. Cushing-díj, az angol–magyar nyelvészeti, fordítói, irodalmi munkásságáért (2003)
- A Magyar Köztársasági Érdemrend tisztikeresztje, (2007. december 13.); a magyar nyelv és irodalom nagy-britanniai terjesztésében, népszerűsítésében betöltött különleges szerepéért[9]
- Országh László-díj (2016)
- Budavári Tóth Árpád műfordítói díj (2020)[10]

## Interjúk
- Egyetemi kilátások itthon és Európában[halott link], 2005. január 14.
- Balassit és Hamvast is fordít a londoni irodalmár[halott link], 2009. július 16. MR 1 – Kossuth Rádió